# Bahorucotettix larimar
Bahorucotettix larimar är en insektsart som beskrevs av Perez-gelabert, Hierro och D. Otte 1998. Bahorucotettix larimar ingår i släktet Bahorucotettix och familjen torngräshoppor. Inga underarter finns listade i Catalogue of Life.